# Franco Vassallo
Franco Vassallo (Milano, 1º agosto 1969) è un baritono italiano.

## Biografia
A 16 anni inizia lo studio con Carlo Meliciani e si esibisce nei suoi primi concerti. Partecipa ai festeggiamenti per il cinquecentenario della Chiesa di Santa Maria delle Grazie di Milano.
Con Carlo Meliciani approfondisce la tecnica del "canto sul fiato". Nel frattempo frequenta il corso di Lettere moderne all'Università Statale e sempre a Milano studia il Metodo Stanislavskij presso la scuola di recitazione “Il laboratorio dell'attore”.
Nel 1994 vince il concorso «As.Li.Co.» di Milano con il quale debutta al Teatro Coccia di Novara e nei teatri del circuito lombardo, nel ruolo di David ne L'amico Fritz di Mascagni e in quello di Belcore ne L'elisir d'amore di Donizetti.

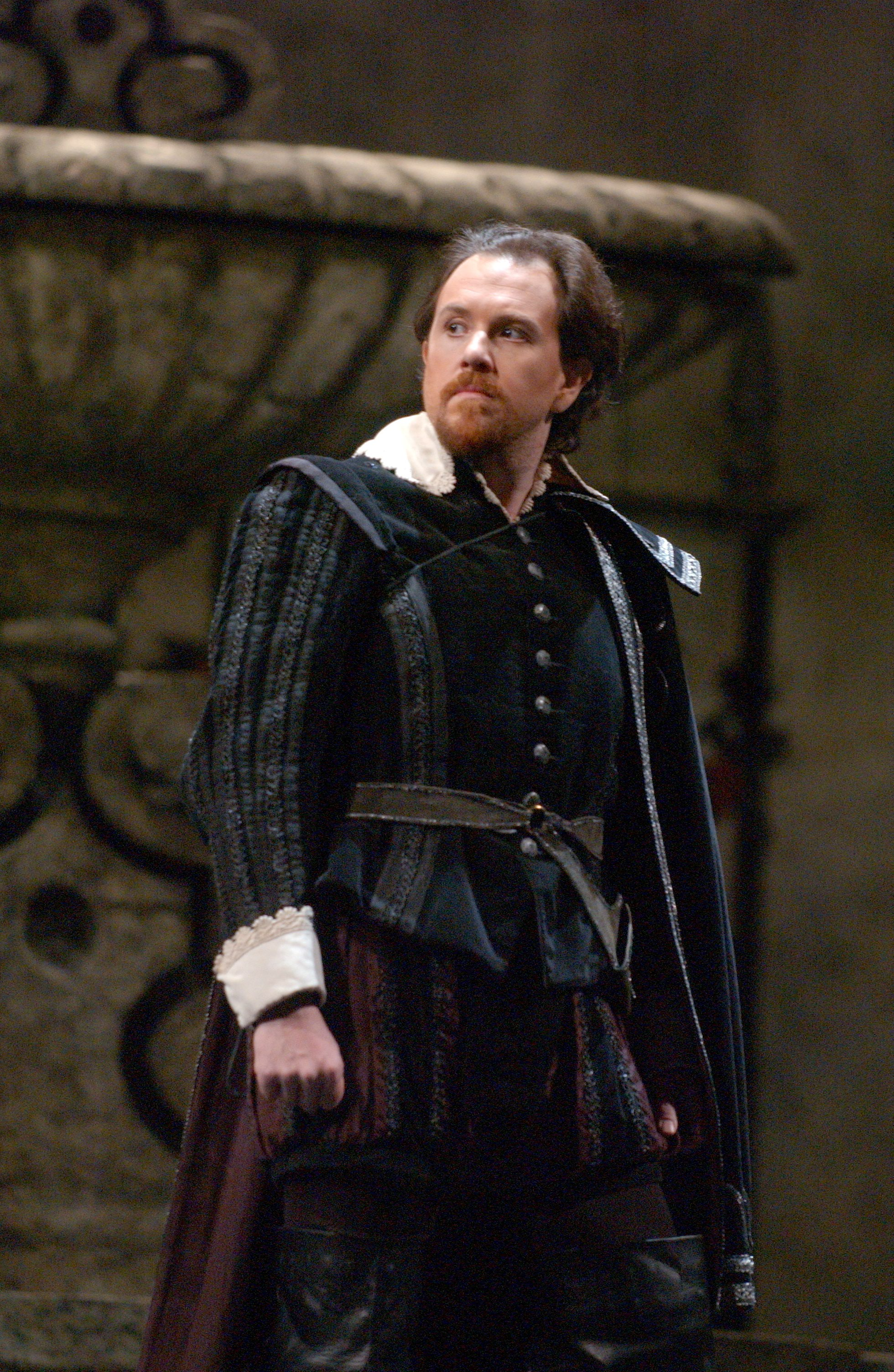
Nel ruolo di Rodrigo (Don Carlo di Verdi) nel 2004 all'Opera di Filadelfia

Nel 1997 vince il Concorso di Budapest indetto dall'Arena di Verona per selezionare il cast del Falstaff di Verdi al Teatro Filarmonico di Verona, nel quale veste i panni di Ford, accanto a Renato Bruson nel ruolo eponimo. 
Alla finale del Concorso viene anche scritturato dal Teatro La Fenice di Venezia per cantare il Barbiere di Siviglia al Palafenice al Tronchetto con Rockwell Blake ed Alfredo Mariotti. È il suo primo Figaro. Sempre a Venezia nello stesso anno è anche Lord Enrico Ashton in Lucia di Lammermoor.
All'Arena di Verona debutta nel 1997 come Sharpless in Madama Butterfly con Raina Kabaivanska.
Ancora a Venezia nel 1998 è Fabrizio ne La gazza ladra con Cinzia Forte, Natale De Carolis e Lorenzo Regazzo e nel 2000 Il conte di Almaviva ne Le nozze di Figaro con Nicola Ulivieri e Sonia Prina.
La sua carriera all'estero ha inizio al Wiener Staatsoper (Enrico in Lucia di Lammermoor di Donizetti diretto da Marcello Viotti con Edita Gruberová) nel 2000, Zurigo (marchese di Posa nel Don Carlo verdiano), Parigi e Bilbao dove nel 2001 canta ne I vespri siciliani con Carlo Colombara. 
Esordisce poi al Nationaltheater di Monaco di Baviera.
Al Teatro Verdi (Trieste) nel 2001 è Marcello ne La bohème diretto da Daniel Oren.
Al Teatro del Maggio Musicale Fiorentino (Firenze) nel 2002 è Lescaut nella Manon Lescaut diretta da Oren con protagonista Fiorenza Cedolins.
Nuovamente per La Fenice al Teatro Malibran nel 2002 è il Dottor Malatesta in Don Pasquale e nel 2003 Belcore ne L'elisir d'amore con Bruno Praticò.
Per il Teatro alla Scala di Milano debutta nel 2002 come Figaro ne Il barbiere di Siviglia (Rossini) con Bruno de Simone al Teatro degli Arcimboldi.
Nuovamente a Vienna nel 2003 è Figaro ne Il barbiere di Siviglia con Daniela Barcellona e nel 2004 Giorgio Germont ne La traviata.
Debutta negli Stati Uniti nel 2003 prima a Filadelfia, poi a Los Angeles fino alla prima esibizione al Metropolitan di New York ne Il Barbiere con Ferruccio Furlanetto nel marzo del 2005.
La stagione 2005-2006 segna il consolidamento dei teatri esteri, come Zurigo Il trovatore diretto da Carignani con Marco Berti e Fiorenza Cedolins, Berlino (I puritani) e Vienna (2006) Sir Riccardo Forth ne I puritani con Roberto Scandiuzzi e Joseph Calleja ed Alphonse XI ne La favorita diretto da Fabio Luisi, mentre a Lipsia (Un ballo in maschera) ed a Trieste (Giorgio Germont ne La traviata) viene diretto rispettivamente da Chailly e Oren. Inaugura la stagione 2006-2007 del Metropolitan con I puritani. Si consolida il suo legame con Monaco di Baviera.
Tiene concerti di gala, al San Carlo di Napoli e al Teatro dell'Opera di Budapest. 
Nel 2006 è Riccardo ne I puritani insieme ad Anna Netrebko e Gregory Kunde al Metropolitan, uno spettacolo trasmesso in diretta in tutto il mondo.
Nel 2007 è Don Carlo in Ernani a Trieste.
All'Arena di Verona torna nel 2007 per La traviata ed Il barbiere di Siviglia; nel 2009 canta in Carmen con Fiorenza Cedolins nello storico allestimento di Franco Zeffirelli e ne Il barbiere di Siviglia e nel 2013 nel ruolo di Amonasro in Aida.
Nel 2007-2008 debutta al Royal Opera House, Covent Garden di Londra come Marcello ne La bohème (2008) e partecipa alle Settimane musicali di Stresa.
Nel 2009 è Belcore ne L'elisir d'amore con Angela Gheorghiu, Massimo Giordano (tenore) e Simone Alaimo al Metropolitan.
La stagione 2009-2010 lo vede impegnato nel ruolo di Figaro alla Scala e al Metropolitan, Don Alfonso (Lucrezia Borgia di Donizetti), Macbeth (Verdi) a Monaco di Baviera, Ezio (Attila di Verdi) ad Amburgo ed ancora al Met con Violeta Urmana e Samuel Ramey. 
L'opera donizettiana è stata oggetto di una doppia registrazione audio e video.
È Jago (Otello di Verdi) in settembre a Baden Baden, Amonasro (Aida) in novembre ad Amburgo e Rigoletto in gennaio a Padova.
Nel 2011 interpreta Guido di Monforte ne I vespri siciliani di Verdi diretto da Gianandrea Noseda al Teatro Regio di Torino, opera scelta tra gli eventi celebrativi del 150º anniversario dell'Unità d'Italia. Sempre con il Regio di Torino nello stesso anno è Giorgio Germont nella trasferta de La traviata a Wiesbaden.
Dopo aver ricoperto il ruolo di Rigoletto a Torino e Marcello (La bohème di Puccini) all'Opera di Roma, è stato Don Alfonso (Lucrezia Borgia) alla Staatsoper di Monaco di Baviera, ancora Rigoletto a Dresda e Conte di Luna alla Fenice (Il trovatore).
Al Grand Théâtre di Ginevra nel 2011 è Sir Riccardo Forth ne I puritani con Diana Damrau e nel 2012 Macbeth con Jennifer Larmore.
Nel 2012 ha interpretato Jago (Otello) e Carlo Gérard (Andrea Chénier) alla Staatsoper di Vienna, Sharpless (Madama Butterfly) e Macbeth a Monaco di Baviera. Nello stesso anno ha debuttato nel ruolo eponimo di (Nabucco) al Washington National Opera e tornerà al Met di New York come Conte di Luna con Dolora Zajick e nel 2013 Ford (Falstaff) con Ambrogio Maestri diretto da James Levine.
Il 15 dicembre 2011 Franco Vassallo ha ricevuto, al Teatro Persiani di Recanati, il "Gigli d'oro 2011", riconoscimento che l'associazione intitolata al tenore recanatese destina ogni anno a un artista particolarmente distintosi.
Ancora nel 2012 è Rigoletto con Patricia Petibon al Nationaltheater (Monaco di Baviera).
Nel 2013 è Macbeth nella prima alla Scala diretto da Valery Gergiev, Amonasro in Aida con Marco Berti allo Schiller Theater di Berlino e Baron Valdeburgo in La straniera con la Gruberova diretto da Luisi all'Opernhaus Zürich.
Nel 2014 è Il Conte di Luna nella prima di Il trovatore alla Scala ripreso dalla RAI con Marcelo Álvarez.
Nel 2015 è il Baron Valdeburgo in La straniera con la Gruberova all'Theater an der Wien.

## Repertorio
- Vincenzo Bellini
  - I puritani (Riccardo)
- Georges Bizet
  - Carmen (Escamillo)
  - Les pêcheurs de perles (Zurga)
- Gaetano Donizetti
  - Don Pasquale (Malatesta)
  - L'elisir d'amore (Belcore)
  - La favorite (Alphonse XI)
  - Lucia di Lammermoor (Enrico)
  - Lucrezia Borgia (Alfonso)
- Umberto Giordano
  - Andrea Chénier (Gérard)
- Charles Gounod
  - Faust (Valentine)
- Franz Joseph Haydn
  - L'isola disabitata (Enrico)
- Luigi Mancinelli
  - Paolo e Francesca (Gianciotto)
- Pietro Mascagni
  - L'amico Fritz (David)
- Wolfgang Amadeus Mozart
  - Le nozze di Figaro (Almaviva)
- Giacomo Puccini
  - La bohème (Marcello)
  - Madama Butterfly (Sharpless)
  - Manon Lescaut (Lescaut)
- Gioachino Rossini
  - Il barbiere di Siviglia (Figaro)
  - La Cenerentola (Dandini)
  - La gazza ladra (Fabrizio)
- Giuseppe Verdi
  - Aida (Amonasro)
  - Aroldo (Egberto)
  - Attila (Ezio)
  - Un ballo in maschera (Renato)
  - Don Carlo (Posa)
  - Ernani (Carlo V)
  - Falstaff (Ford)
  - La forza del destino (Carlo)
  - Giovanna d'Arco (Giacomo)
  - Macbeth (Macbeth)
  - Nabucco (Nabucco)
  - Otello (Jago)
  - Rigoletto (Rigoletto)
  - La traviata (Germont)
  - Il trovatore (Luna)
  - I vespri siciliani (Monforte)

## Discografia

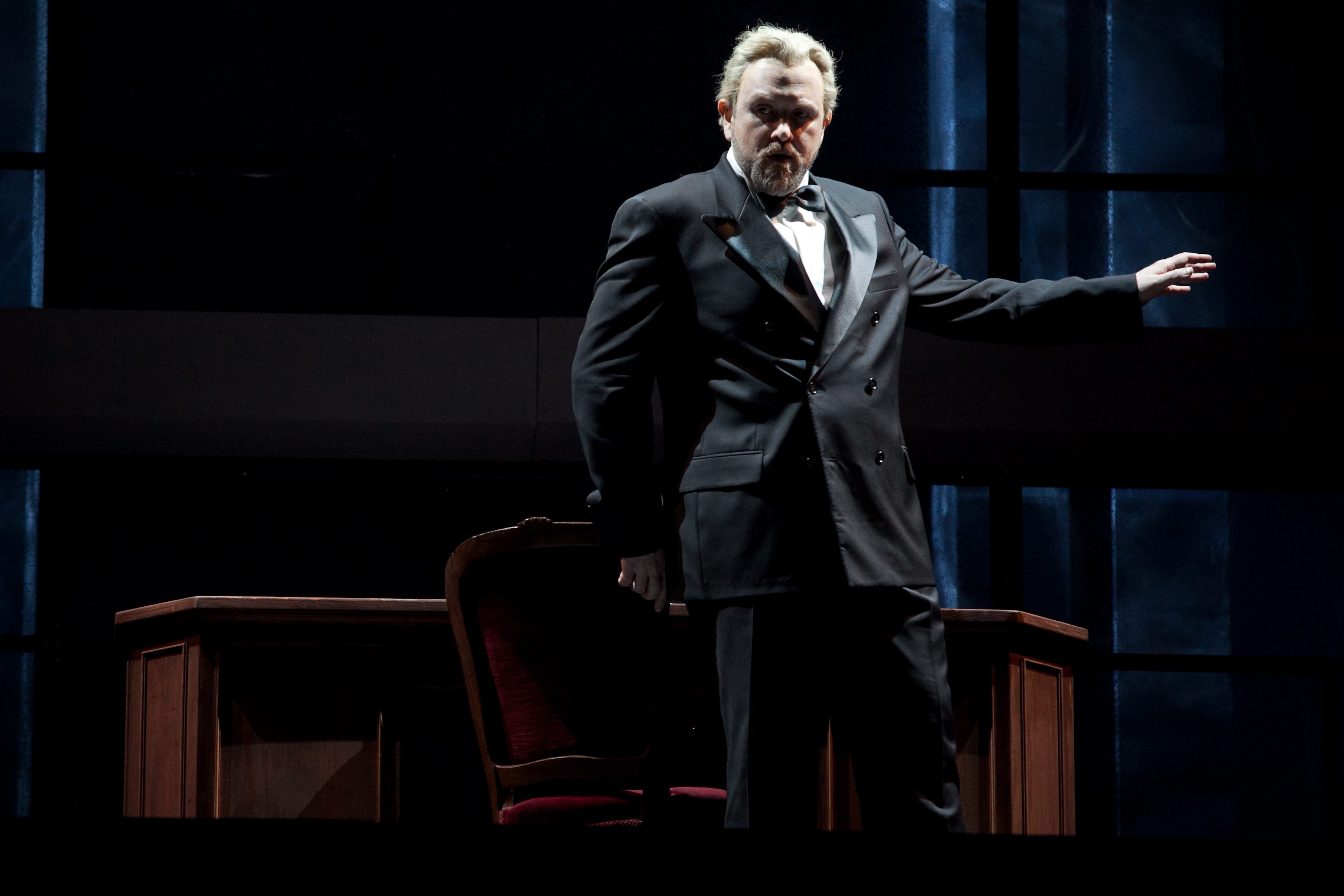
Al Teatro Regio di Torino Vassallo è Guido di Monforte ne I vespri siciliani per i 150 anni d'Italia

- 1999 - La gazza ladra. Rossini. Direttore: Giancarlo Andretta, Audio CD Mondo Musica: dal vivo da La Fenice, Venezia
- 2000 - Paolo e Francesca, Mancinelli. Direttore: Marco Berdondini, Audio CD Bongiovanni: dal vivo dal Teatro Masini, Faenza
- 2001 - Attila, Verdi. Direttore: Massimo Stefanelli, Audio CD Kicco Classic: dal vivo dal Teatro Verdi di Sassari
- 2010 - Lucrezia Borgia, Donizetti. Direttore: Andriy Yurkevich, Audio CD Nightingale Classics AG: dal vivo dalla Köln Philharmonie

## Videografia
- 2003 - Aroldo, Verdi. Direttore: Piergiorgio Morandi, Regia: Pier Luigi Pizzi DVD Bongiovanni: dal vivo dal Teatro Municipale, Piacenza
- 2006 - Un ballo in maschera, Verdi. Direttore: Riccardo Chailly, Regia: Ermanno Olmi, DVD EuroArts: dal vivo dall'Opera di Lipsia
- 2007 - I puritani, Bellini. Direttore: Patrick Summers, Regia: Sandro Sequi, DVD Deutsche Grammophon: dal vivo dal Metropolitan, New York
- 2009 - Lucrezia Borgia, Donizetti. Direttore: Bertrand de Billy, Regia: Christof Loy DVD Medici Arts: dal vivo dalla Bayerische Staatsoper, Monaco
- 2011 - I Vespri siciliani, Verdi. Direttore: Gianandrea Noseda, Regia: Davide Livermore DVD Rai Eri/La musica di Repubblica-L'espresso: dal vivo dal Teatro Regio, Torino